# Saint-Just-et-Vacquières
Saint-Just-et-Vacquières é uma comuna francesa na região administrativa de Occitânia, no departamento de Gard. Estende-se por uma área de 23,52 km². Em 2010 a comuna tinha 313 habitantes (densidade: 13,3 hab./km²).